# We the Best
We the Best – drugi album didżeja z Miami i członka grupy Terror Squad, DJ Khaleda. Wydany został 12 czerwca 2007. Na płycie usłyszeć można: Fat Joe, Rick Ross, Lil Wayne, Birdman, T.I., Akon, Bone Thugs-n-Harmony, T-Pain, Dre, The Game, Trick Daddy, Young Jeezy, Plies, Juelz Santana, Jadakiss, Ja Rule, Styles P, Trina, Flo Rida, Paul Wall, Bun B and C-Ride.
Album zadebiutował na ósmym miejscu listy Billboard 200 z 79.000 sprzedanymi egzemplarzami w pierwszy tydzień. Do stycznia 2008 sprzedano 316.380 płyt.

## Lista utworów
| #  | Tytuł                                      | Gościnnie                                                                                     | Producent                    | Czas |
| -- | ------------------------------------------ | --------------------------------------------------------------------------------------------- | ---------------------------- | ---- |
| 1  | Intro (We the Best)                        | Rick Ross                                                                                     | DJ Khaled                    | 1:57 |
| 2  | The Movement (Skit)                        | K.Foxx                                                                                        |                              | 0:22 |
| 3  | We Takin’ Over                             | Akon, T.I., Rick Ross, Fat Joe, Birdman & Lil Wayne                                           | Danja                        | 4:23 |
| 4  | Brown Paper Bag                            | Dre, Young Jeezy, Juelz Santana, Rick Ross, Lil Wayne, Fat Joe                                | Cool & Dre                   | 4:57 |
| 5  | I’m So Hood                                | T-Pain, Trick Daddy, Plies & Rick Ross                                                        | The Runners                  | 4:15 |
| 6  | Before the Solution                        | Beanie Sigel & Pooh Bear                                                                      | DJ Khaled                    | 4:29 |
| 7  | I'm From the Ghetto                        | Dre, The Game, Jadakiss & Trick Daddy                                                         | Cool & Dre                   | 5:06 |
| 8  | Hit 'Em Up                                 | Bun B & Paul Wall                                                                             | The Runners                  | 3:20 |
| 9  | 'S' on My Chest                            | Lil Wayne & Birdman                                                                           | Kane Beatz / DJ Nasty & LVM* | 4:10 |
| 10 | Bitch I'm From Dade County                 | Trick Daddy, Trina, Brisco, Rick Ross, Flo Rida, C-Ride & Dre                                 | Diaz Brothers                | 5:48 |
| 11 | The Originators                            | Bone Thugs-n-Harmony                                                                          | Cool & Dre                   | 6:18 |
| 12 | New York                                   | Jadakiss, Fat Joe & Ja Rule                                                                   | Cool & Dre                   | 5:54 |
| *  | The Streets (Best Buy bonus track)         | Shareefa & Willy Northpole                                                                    | The Runners                  | 3:46 |
| *  | No Hook (Best Buy bonus track)             | Jim Jones, Styles P, Cassidy & Rob Cash                                                       | Steve Morales                | 3:55 |
| *  | Choppers (Best Buy bonus track)            | Dre, Joe Hound & C-Ride                                                                       | Cool & Dre                   | 4:47 |
| ** | I’m So Hood (Remix) (Wal-Mart bonus track) | T-Pain, Young Jeezy, Ludacris, Busta Rhymes, Big Boi, Lil Wayne, Fat Joe, Birdman & Rick Ross | The Runners                  | 5:42 |

*Koproducent

## Listy przebojów
| Lista (2007)                          | Pozycja |
| ------------------------------------- | ------- |
| U.S. Billboard 200                    | 8       |
| U.S. Billboard Top R&B/Hip-Hop Albums | 2       |
| U.S. Billboard Top Rap Albums         | 2       |